# Emma Cramer-Crummenerl
Emma Cramer-Crummenerl (* 27. Februar 1875 in Lüdenscheid; † 1. Januar 1964 ebenda) war eine Autorin von Lyrik in Lüdenscheider Plattdeutsch und von volkstümlichen Romanen in Hoch- und Plattdeutsch.
Die Tochter eines Zinngießers heiratete 1894 den Hufschmied Heinrich Cramer und legte sich anschließend den Künstlernamen Cramer-Crummenerl zu. Zu ihrer schriftstellerischen Tätigkeit gehörte auch das Verfassen der Zeitungskolumnen Lechterstünnecken (Lichterstündchen).

## Romane und Erzählungen
(Auswahl nach Erscheinungsjahr)
- Vom Herzens-Überfluß, Gedichte und Erzählungen (1916)
- Ernst und Scherz im Reimgewand aus dem Märchenwunderland, Märchen (1926)
- Die vom Edelhof, Roman (1936)
- Wenn die Liebe Brücken schlägt (1939)
- Die beiden Falken (1951)
- Geheimnis um Lie, Frauenroman (1952)
- Ewig blühen die Linden (1952)
- Leidgeprüftes Glück, Roman (1952)
- Die Seele des weißen Hauses (1952)
- Kleine Königin, Frauenroman (1952)
- Die Frauen von der Burgstatt, Frauenroman (1952)
- Liebe, die den Fluch bezwang, Frauenroman (1952)
- Heimatlos, Frauenroman (1953)
- Die Schatten weichen, Frauenroman (1953)
- Die Herrin von Haus Heide, Frauenroman (1953)
- Wartende Liebe, (1953)
- Lindas Vermächtnis (1953)
- Du sollst nicht begehren... (1953)
- Tragödie auf dem Berghof (1954)
- Die Geister, die ich rief, Frauenroman (1954)
- Prinzessin Margarete (1954)
- Regina Heartfield, Frauenroman (um 1954)
- Ich wollte dein Glück (1954)
- Vom Schicksal bestimmt (1955)
- Gestilltes Sehnen (1956)
- Haus Waldfrieden (1956)
- Sonne über dem Wenkhofe (1956)
- Dr. Sandors Schuld, Arztroman (1957)
- Gerlinde schweigt (1959)

## Lyrik
- Trauben und Schlehen, Gedichte in hoch- und plattdeutscher Mundart, Verlag Eckardt Lüdenscheid (1926)

Gedicht in Lüdenscheider Plattdeutsch:
Lünsche
Lünsche, miene leiwe Häimet

Lies do op diar Biargeshöchte.

Keine Staht es mi so wäreg,

Wennk de ganze Welt afsöchte.

Et giet Stia, dä viel grötter

Un gewiß ock schönder sind,

Doch do feuhl iek miek nit häimesch,

Sin iek duach en "Lünscher Kind".

Häimet bleuhe un gedeihe!

Dat sind miene Siagenswünsche.

Söll iek in diar Früemde stiarwen,

- Dann begrawet miek in Lünsche -

## Werkausgabe
- Gesammelte Romane und Erzählungen, Band I (1928)